# Creyssensac-et-Pissot
Creyssensac-et-Pissot is een gemeente in het Franse departement Dordogne (regio Nouvelle-Aquitaine) en telt 201 inwoners (1999). De plaats maakt deel uit van het arrondissement Périgueux.

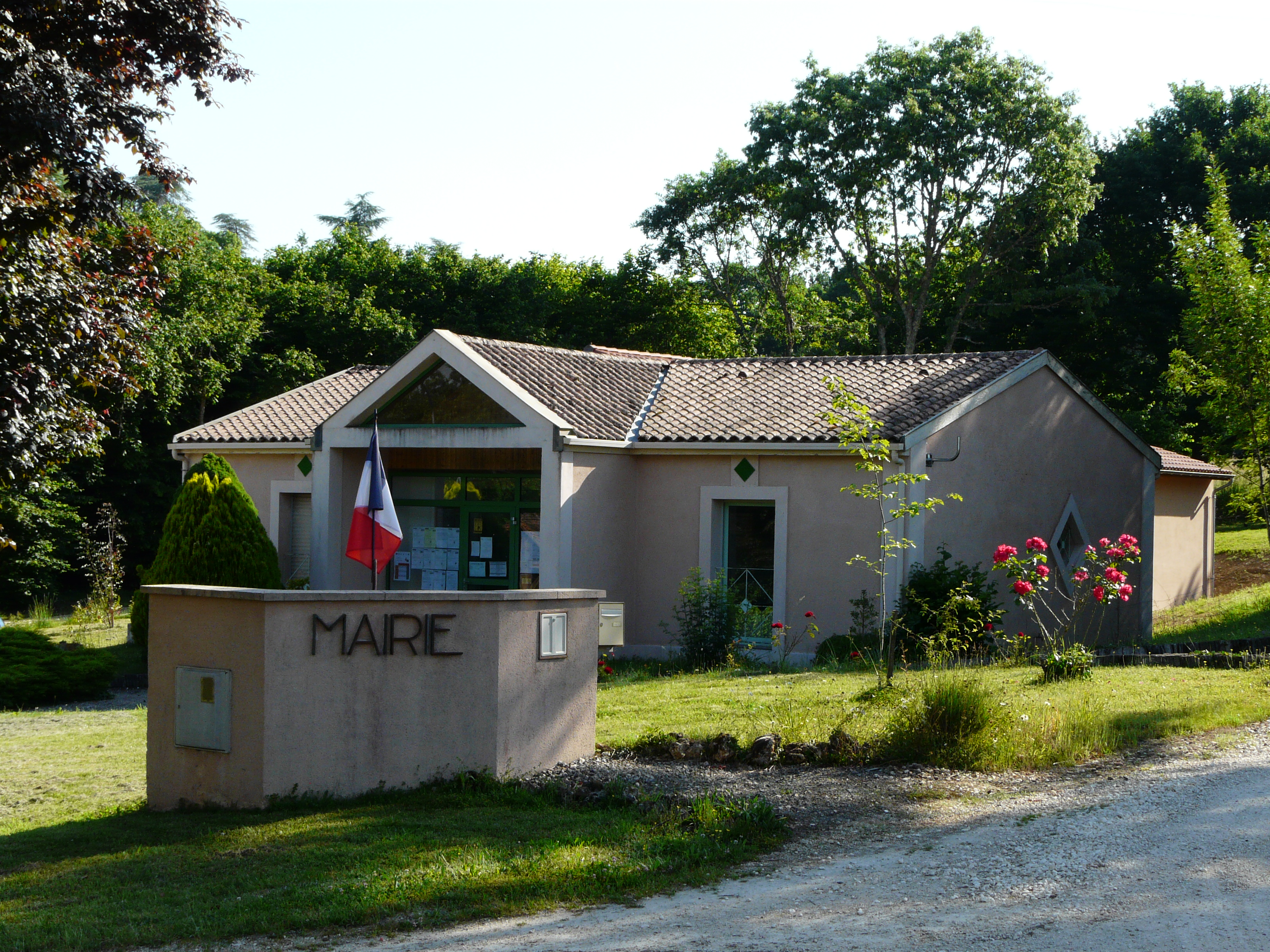

## Geografie
De oppervlakte van Creyssensac-et-Pissot bedraagt 8,5 km², de bevolkingsdichtheid is 23,6 inwoners per km².
De onderstaande kaart toont de ligging van Creyssensac-et-Pissot met de belangrijkste infrastructuur en aangrenzende gemeenten.

## Demografie
Onderstaande figuur toont het verloop van het inwonertal (bron: INSEE-tellingen).